# Patrick Arduen
Patrick Arduen est un poète français né en 1951 à Saint-Nicolas-de-Redon.

## Biographie
Après avoir été formé dans une école de commerce, Patrick Arduen se révèle poète pour tenter de concilier une approche sensible du monde et les contraintes d’un métier de vendeur, puis d’enseignant d’économie et de gestion.
Il participe activement à diverses associations culturelles bretonnes comme Unvaniezh Skrivagnerien Vreizh, l'Association des écrivains bretons et à l’association littéraire et poétique Ere (« le lien », en breton). Afin que vive la poésie au-delà des plaquettes de papier, il participe volontiers, avec ses amis musiciens et poètes, à des spectacles, veillées ou animations.

## Publications
- Mon pigeon voyageur, Cd de voix, chants, musiques en 19 textes, Groupement culturel breton des Pays de Vilaine, 2007.
- Balade en Asie Mineure, récit de voyage, Éd. du Petit Véhicule, 2001.
- Le plantaire celtique, Éd. Ere, 1996
- L'humanitaire, Éd. Ere, 1989
- Le bestiaire armoricain, poèmes, Éd. Ere, 1986, prix de la Fédération des Bretons de Paris.
- Traductions en allemand dans « Triebfedern », zeitgenossische Gedicht aus der Bretagne, par Markus Lakebrink.
- Participation à diverses revues[Lesquelles ?].

## Pour approfondir